# Cantón de Leferté-sur-Amance
El cantón de Laferté-sur-Amance era una división administrativa francesa, que estaba situada en el departamento de Alto Marne y la región de Champaña-Ardenas.

## Composición
El cantón estaba formado por once comunas:
- Anrosey
- Bize
- Guyonvelle
- Laferté-sur-Amance
- Maizières-sur-Amance
- Neuvelle-lès-Voisey
- Pierremont-sur-Amance
- Pisseloup
- Soyers
- Velles
- Voisey

## Supresión del cantón de Laferté-sur-Amance
En aplicación del Decreto n.º 2014-163 de 17 de febrero de 2014, el cantón de Laferté-sur-Amance fue suprimido el 22 de marzo de 2015 y sus 11 comunas pasaron a formar parte; nueve del nuevo cantón de Chalindrey y dos del nuevo cantón de Bourbonne-les-Bains.